# Stävie landskommun
Stävie landskommun var en tidigare kommun i dåvarande Malmöhus län.

## Administrativ historik
Kommunen bildades i Stävie socken i Torna härad i Skåne när 1862 års kommunalförordningar trädde i kraft. 
Vid kommunreformen 1952 uppgick kommunen i Furulunds köping som 1969 uppgick i Kävlinge köping som 1971 ombildades till Kävlinge kommun.